# Buchnera quangensis
Buchnera quangensis är en snyltrotsväxtart som beskrevs av Adolf Engler. Buchnera quangensis ingår i släktet Buchnera och familjen snyltrotsväxter. Inga underarter finns listade i Catalogue of Life.